# Tigranocerta
Tigranocerta (en armenio: Տիգրանակերտ, transliterado como "Tigranakert" o también "Dikranagerd" en armenio occidental; Tigranocerta es la forma latina) era una ciudad que posiblemente se encontraba cerca de la actual Silvan, Turquía), al este de  Diyarbakır. Fue fundada por el emperador armenio Tigranes el Grande en el siglo I a. C. Tigranocerta fue fundada como capital del Imperio armenio con vistas a que ocupara una posición central a la vez que la extensión del imperio iba aumentando. Fue una de las cuatro ciudades de Armenia que tomaron el nombre de Tigranocerta (véase Tigranakert).
Tigranes expulsó a muchos habitantes de sus hogares para aumentar la población de la ciudad.  En aquel tiempo Armenia se había extendido hasta el mar Caspio por el este, hacia Capadocia central por el oeste, y hacia Judea por el sur, llegando a regiones tan lejanas como el lugar en el que en la actualidad se encuentra el Krak des Chevaliers. Un ejército romano dirigido por Lucio Licinio Lúculo derrotó a Tigranes en la batalla de Tigranocerta en las proximidades de la ciudad en el año 69 antes de nuestra era, tras lo cual saqueó la ciudad enviando a sus habitantes de vuelta a sus lugares de origen. Durante las conquistas orientales de Pompeyo el Grande, Tigranocerta fue capturada de nuevo aunque por poco tiempo por Roma, que la volvió a perder cuando fue devuelta a Tigranes el Grande a cambio de una indemnización de 6.000 talentos. Roma volvió a tomar la ciudad cuando Corbulón, legado a la cabeza de una legión romana, derrotó a Tiridates durante la rebelión armenia del año 64 d. C. Durante el periodo otomano, los armenios que vivían en Diyarbekir llamaban a su ciudad "Dikranagerd" y el gentilicio que utilizaban para sí mismos era "Dikranagerdtsi". En realidad aún se discute la ubicación de la antigua Tigranocerta, pero no es muy probable que estuviera en Diyarbekir, una ciudad que en la Antigüedad fue conocida como Amida.

## Historia
Los mercados de la ciudad se llenaron de mercaderes de todo el mundo antiguo que trataban con sus productos. Tigranocerta se convirtió pronto en un importante centro comercial y cultural del Oriente Próximo.  El emperador hizo construir un teatro en el que actores tanto griegos como armenios representaban tragedias y comedias. La cultura helenística durante la Dinastía Artáxida ejerció una fuerte influencia en la ciudad, el griego era la lengua oficial de facto en la ciudad. Tigranes había dividido la Gran Armenia, núcleo del Imperio, en cuatro regiones o virreinatos principales, en función de criterios estratégicos. Tras el saqueo, en el que se destruyeron estatuas y templos, la ciudad fue arrasada.  Una importante cantidad de oro y plata fue conducida a Roma como botín de guerra. Lúculo tomo la mayor parte de los metales preciosos de las estatuas fundidas, así como de vasos, copas y otros bienes de valor. Durante el pillaje la mayoría de los habitantes huyó de la ciudad. También el teatro fue pasto de las llamas. La ciudad nunca se recuperó de la devastación.